# Verner Forsten
Kaarlo Werner Forstén ou Karl Verner Forstén (né le 28 janvier 1885 à Pori et mort le 23 avril 1956 à Viena Kemi) est un communiste finlandais qui aura une longue influence en République socialiste soviétique autonome de Carélie, en tant que président et commissaire adjoint du peuple. Il est l'un des fondateurs du Parti communiste de Finlande,. 

## Biographie

### En Finlande
En 1898, Verner Forsten travaille à la construction d'une usine textile à Pori. À partir de 1900, il travaille comme charpentier à la scierie de Seikku et il est musicien dans l'orchestre de l'usine. 
En 1903, il rejoint le Parti social-démocrate finlandais et devient membre du comité de district de l'Union des jeunes de Pori. Il est l'organisateur du syndicat des scieries. En 1907, il devient facteur. Il fait la connaissance d'Aino Rainio, qui s'installe à Pori en 1906, avec qui Forsten se marie en 1909.
Pendant la guerre civile finlandaise de 1918, il est l'une des figures de proue de la Garde rouge de Pori, en tant que commissaire des postes de la ville. À la fin de la guerre, les Blancs capturent et exécutent Jussi Rainio, le frère d'Aino Forsten. En avril 1918, il est condamné à mort par un tribunal de campagne pour avoir participé à la guerre civile finlandaise aux côtés de la Garde rouge.
le couple Forsten, comme plusieurs centaines d'autres gardes rouges de Pori, prend la fuite vers l'est. Verner et Aino Forsten, recherchés par les Blancs, réussissent à traverser la frontière avec la Russie soviétique, où ils s'installent à Saint-Pétersbourg en juillet 1918. En juillet 1918, il réussit à s'échapper à Petrograd, où il devint secrétaire du comité pour l'approvisionnement des émigrants finlandais.

### En URSS
D'août 1918 à 1937 et à partir de 1955, il est membre du Parti communiste de l'Union soviétique. En août 1918, il est le secrétaire de la réunion de fondation du SKP à Moscou. Aino Forsten est aussi présente à la réunion et elle sera plus tard comptable du comité central du parti à Saint-Pétersbourg pendant deux ans. En février 1919, tous deux sont signataires d'un manifeste révolutionnaire publié parle SKP et adressé au Parlement finlandais.
À partir de 1920, Verner est chef de la section finlandaise du département de l'instruction publique de la commune des travailleurs de Carélie (fi). 
En septembre 1920, il a été affecté au Conseil gouvernemental de l'économie nationale d'Arkhangelsk.
En 1920, le couple reçoit un bon de travail en République socialiste soviétique autonome de Carélie, où Verner Forsten est initialement nommé chef du conseil de la communauté ouvrière de Carélie. 
À partir de 1921, il est chef du département de langue finnoise pour les affaires éducatives de la République socialiste soviétique autonome de Carélie  et il est également membre du Comité exécutif central et membre du Comité exécutif des Conseils de district d'Uhtua. En avril 1923, il est nommé président du Comité Révolutionnaire d'Uhtua, puis du Comité Exécutif du Conseil du District d'Uhtua.
Plus tard, Verner Forsten sera promu commissaire adjoint à l'économie  de la République socialiste soviétique autonome de Carélie et chef du département des routes et des postes. À partir de 1922, il enseigne l'histoire du capitalisme à l'école du parti soviétique finlandais à Petroskoi. De 1932 à 1936, il a été président du conseil municipal de Petroskoi. En février 1935, Forsten est élu représentant de la Carélie au Conseil des nationalités du Comité exécutif central de l'Union soviétique. Cependant, accusé de nationalisme, il est expulsé la même année du Parti communiste de l'Union soviétique et un an plus tard, Forsten a également dû quitter le conseil municipal de Petroskoi.
Arrêté le 25 juillet 1937 et condamné par la Troïka spéciale du NKVD de la République socialiste soviétique autonome de Carélie le 10 octobre 1938 en vertu de l'art. 58-6-10-11 du code pénal de la RSFSR "pour espionnage" pour une durée de 8 ans. Il est envoyé en camp de travail pénitentiaire du le territoire de Krasnoïarsk. Il en sort le 23 juillet 1946, et devient veilleur de nuit du buffet de la gare de Kem. En 1952, il prend sa retraite en tant que travailleur handicapé.

### Dernières années
En juillet 1937, Aino et Verner Forsten sont emprisonnés sous l'accusation d'activités nationalistes contre-révolutionnaires. Aino est condamnée à la peine de mort fin novembre et est exécutée immédiatement. Verner est condamné à huit ans de camp de travail à Krasnoïarsk en Sibérie dont il sera libéré en juillet 1946. Il passera ses dernières années à Viena Kemi en république de Carélie.
Le couple sera réhabilité après la mort de Joseph Staline en juillet 1955.